# Нік Марабле
Ніколас Томас «Нік» Марабле (англ. Nicholas Thomas «Nick» Marable; нар. 7 травня 1998) — американський борець вільного стилю, чемпіон та бронзовий призер Панамериканських чемпіонатів, срібний та разовий призер Кубків світу.

## Життєпис
Виступав за борцівський клуб «Sunkist Kids» зі Скоттсдейла — передмістя Фінікса. Тренер — Сем Генсон.

## Спортивні результати на міжнародних змаганнях

### Виступи на Чемпіонатах світу
| Змагання                        | Збірна | Вагова категорія          | Місце |
| ------------------------------- | ------ | ------------------------- | ----- |
| Чемпіонат світу з боротьби 2014 | США    | вільна боротьба, до 70 кг | 8     |

### Виступи на Панамериканських чемпіонатах
| Змагання                                   | Збірна | Вагова категорія          | Місце  |
| ------------------------------------------ | ------ | ------------------------- | ------ |
| Панамериканський чемпіонат з боротьби 2011 | США    | вільна боротьба, до 74 кг | Золото |
| Панамериканський чемпіонат з боротьби 2013 | США    | вільна боротьба, до 74 кг | Бронза |

### Виступи на Кубках світу
| Змагання                    | Збірна | Вагова категорія          | Місце  |
| --------------------------- | ------ | ------------------------- | ------ |
| Кубок світу з боротьби 2014 | США    | вільна боротьба, до 70 кг | Бронза |
| Кубок світу з боротьби 2015 | США    | вільна боротьба, до 70 кг | Срібло |

### Виступи на інших змаганнях
| Змагання                                                | Збірна | Вагова категорія          | Місце  |
| ------------------------------------------------------- | ------ | ------------------------- | ------ |
| Меморіал Вацлава Циолковського 2011                     | США    | вільна боротьба, до 74 кг | 15     |
| Cerro Pelado International 2012                         | США    | вільна боротьба, до 74 кг | Бронза |
| Міжнародний турнір Ньюйоркського атлетичного клубу 2012 | США    | вільна боротьба, до 74 кг | Бронза |
| Турнір Дана Колова — Николи Петрова 2013                | США    | вільна боротьба, до 74 кг | Золото |
| Міжнародний турнір Ньюйоркського атлетичного клубу 2013 | США    | вільна боротьба, до 74 кг | Золото |
| Золотий Гран-прі з боротьби 2014 (Париж)                | США    | вільна боротьба, до 74 кг | Золото |
| Турнір Яшара Догу 2014                                  | США    | вільна боротьба, до 74 кг | Золото |
| Міжнародний меморіал Дейва Шульца 2015                  | США    | вільна боротьба, до 70 кг | Золото |
| Міжнародний меморіал Білла Фаррелла 2015                | США    | вільна боротьба, до 74 кг | Бронза |
| Олімпійські випробування США 2016                       | США    | вільна боротьба, до 74 кг | 4      |